# 石浜知行
石浜 知行（いしはま ともゆき、1895年3月26日 - 1950年8月1日）は、日本の経済学者。

## 経歴
兵庫県出身。時事新報社の記者・石濱鉄郎の長男、作家の石浜金作は弟。東京帝国大学経済学部卒。ドイツ留学を経て九州帝国大学教授。1928年（昭和3年）三・一五事件で辞職、のち読売新聞論説委員。戦後、1946年（昭和21年）に中国研究会設立に参加。九州帝大に復帰、マルクス主義経済学者として活動する。

## 著書
- 闘争の跡を訪ねて 同人社書店 1926
- 経済史概論 巌松堂書店 1928
- アメリカ資本主義発達史 千倉書房 1930
- 社会変革過程の諸問題 天人社 1930
- マルクス伝 改造社 1931 (偉人伝全集)
- ファッシズムと統制経済 時潮社 1936
- 特殊金融機関史論 育生社 1937 (日本政治・経済研究叢書)
- 支那戦時経済論 慶応書房 1940
- 重慶戦時体制論 中央公論社 1942
- 風塵録 三省堂 1942
- 清郷地区 中央公論社 1944
- 歴史と経済組織 日本技能教育図書 1946
- マルクス その生涯と思想 二見書房 1946
- 新中国論 実業之日本社 1947
- 労働の歴史 光文社 1947
- 資本主義成立史 河出書房 1948 (社会主義経済学) のち角川文庫
- 民主主義の経済史的基礎 実業之日本社 1948
- 資本主義の成立と発展 銀座出版社 1948

## 翻訳
- 国民経済政策 ヴアン・デル・ボルヒト 広文館 1922

## 参考
- 日本人名辞典